# リボヌクレアーゼIV
リボヌクレアーゼIV(Ribonuclease IV、EC 3.1.26.6)は、以下の化学反応を触媒する酵素である。
ポリ(A)をエンドヌクレアーゼ的に切断し、末端が3'-ヒドロキシ及び5'-リン酸である断片を生成する。
この酵素は、平均鎖長が10のオリゴヌクレオチドを作る。